# Herminia tristis
Herminia tristis là một loài bướm đêm trong họ Noctuidae.